# Relaciones entre las Unidades de Protección Popular y el Ejército Libre Sirio
Las relaciones entre las Unidades de Protección Popular (UPP) y el Ejército Libre Sirio (ELS) no son claras y varían entre las diferentes facciones del ELS. Ambos se oponen al Estado Islámico de Irak y el Levante. Sin embargo, se han producido varios enfrentamientos entre ambos. Bajo presión de Estados Unidos (que ha ayudado a ambos), algunos grupos del ELS se coordinan con el FDS para luchar contra el EI bajo el nombre de Fuerzas Democráticas Sirias, aunque algunos otros grupos del ELS siguieron en conflicto con el FDS y las FDS, incluidos grupos del ELS en las FDS.

## Cronología

### 2012–13

#### Primeros enfrentamientos
El primer incidente de combates entre las FDS y el ELS ocurrió entre el 29 de junio y el 2 de julio de 2012. Los grupos del ELS y el PYD se enfrentaron en la ciudad de Afrin, durante los cuales murieron dos combatientes rebeldes y un exmiembro del PYD.
El 25 de octubre, unos 200 rebeldes entraron en el distrito de Ashrafiyeh, en la zona controlada por las FDS de Sheikh Maqsud, en la ciudad de Alepo. Fue la primera vez que fuerzas gubernamentales o rebeldes entraron de manera sustancial en las zonas kurdas. Anteriormente, la zona había sido considerada neutral y las milicias kurdas se enfrentaban con unidades rebeldes y del ejército. La unidad rebelde responsable es supuestamente la brigada Liwa al-Tawhid, que al parecer dijo a los lugareños: "Estamos aquí para pasar el Eid con vosotros". Ashrafiyeh es importante como parte de las alturas de la ciudad y controla las rutas entre el norte y el sur de Alepo. Los intentos rebeldes anteriores de entrar en el distrito habían sido repelidos.

La situación en el distrito de Afrin al 22 de junio de 2013

Los activistas rebeldes han afirmado que las fuerzas kurdas habían llegado a un acuerdo con los rebeldes para permitir su rápido avance o los habían ayudado simplemente abandonando sus puestos de control durante la noche. Un portavoz rebelde llegó incluso a indicar que las fuerzas kurdas podrían unirse al Ejército Libre Sirio.
El 26 de octubre, los rebeldes se enfrentaron con milicias kurdas que intentaron impedirles entrar en el barrio de Sheikh Maqsud. Murieron 19 rebeldes y entre 3 y 5 combatientes kurdos. Un dirigente kurdo dijo que tenían "un acuerdo de caballeros" con los rebeldes de que no entrarían en las zonas kurdas y que los rebeldes lo habían violado cuando entraron en Ashrafiyeh. Según otro informe, los activistas que organizaron una protesta kurda en un puesto de control militante del PYD entre las zonas kurdas de Ashrafiyeh y al-Sheikh Maqsoud, abrieron fuego contra los manifestantes, dejando ocho muertos  y cinco heridos. Los kurdos advirtieron que esto podría provocar enfrentamientos entre combatientes árabes y kurdos en la zona. En total, el PYD afirmó que 10 kurdos murieron durante los enfrentamientos, incluidos los tres combatientes. SOHR estima que el saldo kurdo es de 11, para un total de 30 muertos, incluyendo a los 19 rebeldes. 200 personas fueron secuestradas o capturadas como resultado de los combates. El PYD capturó a 20 combatientes rebeldes, mientras que los rebeldes detuvieron a 180 kurdos, civiles y combatientes, 120 de ellos cerca de la ciudad de Hayyan. SOHR dijo que el PYD todavía tenía el control del barrio de Ashrafiyeh. Una declaración del PYD publicada después de los combates culpó tanto al ejército sirio como al ELS por la violencia. "Hemos decidido permanecer neutrales y no tomaremos partido en una guerra que sólo traerá sufrimiento y destrucción a nuestro país", afirma el comunicado. Los rebeldes dijeron que los enfrentamientos comenzaron después de que sus fuerzas atacaron un complejo de seguridad en Ashrafieh, que estaba defendido tanto por combatientes del PKK como por tropas gubernamentales.
El 28 de octubre, cerca de la aldea kurda de Yazi Bah, próxima a la frontera turca en la zona rural de Alepo, fuerzas rebeldes intentaron, según se informa, tomar por asalto la ciudad de Qastal Jindo (al-Kastal). Durante los combates que siguieron entre el PYD y los rebeldes, murieron entre 4 y 5 combatientes rebeldes. Entre los muertos también se encontraba Abou Ibrahim, líder de la rebelde Brigada de Tormenta del Norte. Anteriormente se atribuyó la responsabilidad del secuestro de 11 peregrinos chiitas libaneses. Al día siguiente, SOHR informó que un kurdo, tomado prisionero por los rebeldes cerca de Hayan, fue torturado hasta la muerte.
El 30 de octubre, el tercer día consecutivo de enfrentamientos en al-Kastal, la ciudad fue bombardeada con morteros desde el bastión rebelde de Azaz. También se produjeron disparos esporádicos cerca del pueblo. Mientras tanto, en una nueva ronda de enfrentamientos en las zonas kurdas de la ciudad de Alepo, los rebeldes abrieron fuego contra manifestantes kurdos y mataron a tres de ellos. Al día siguiente, combatientes del PYD tendieron una emboscada a los rebeldes cerca del cruce fronterizo turco de Bab al-Salameh, controlado por los rebeldes, matando a un combatiente e hiriendo a dos. El 2 de noviembre, los rebeldes habrían ejecutado a Shaha Ali Abdu, líder de la milicia kurda del PYD, a quien habían capturado previamente en la ciudad de Alepo mientras estaba en una misión para devolver los cuerpos de los combatientes rebeldes que murieron durante los enfrentamientos entre el ELS y la milicia kurda. Los informes sobre la ejecución de Shaha Ali Abdu resultaron ser falsos, ya que ella apareció ilesa en la ciudad de Afrin nueve días después. Al día siguiente, un ataque aéreo del gobierno en Ras al Ain mató a siete rebeldes.

#### Firma de tregua entre las FDS y el ELS
El 5 de noviembre, tanto el FDS como el ELS firmaron una tregua, prometiendo la liberación de los detenidos y una cooperación más estrecha en la lucha contra el gobierno de Assad.

#### Batalla de Ras al-Ayn

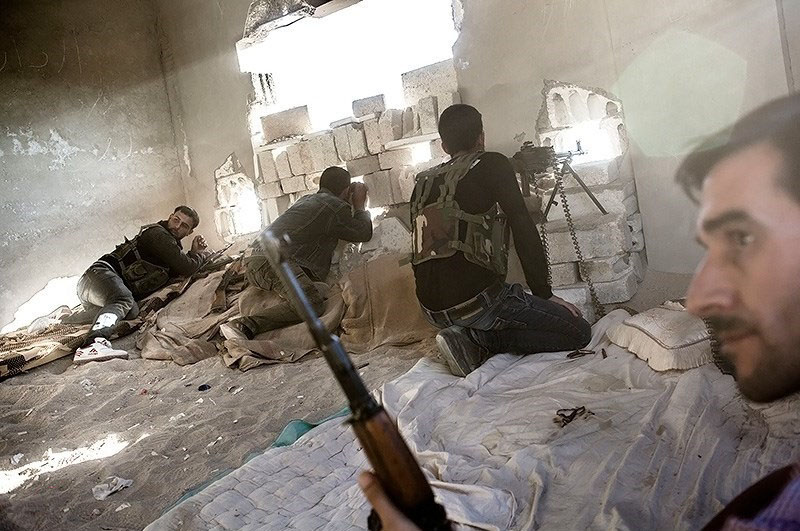
Combatientes de las FDS en Ras al-Ayn luchando contra el Frente al-Nusra

El 8 de noviembre de 2012, el ELS atacó posiciones del ejército sirio en la ciudad de Ras al-Ayn ( Kurdish   ) y un video publicado posteriormente mostró a los combatientes del ELS controlando la ciudad. El corresponsal de Al-Kurdiya News en el terreno también dijo que los kurdos locales ayudaron al ELS en el ataque. Según el periodista turco Mehmet Aksakal, dos turcos resultaron heridos en la ciudad fronteriza de Ceylanpınar. También sugirió que los enfrentamientos pueden ser resultado de la creciente insatisfacción entre KNC (ENKS) y PYD. Sin embargo, otro activista kurdo afirmó que, aunque el PYD tenía su brazo armado en la ciudad, ésta estaba totalmente controlada por el gobierno y el PYD no participaba en los enfrentamientos. Alrededor de 10 rebeldes y 20 soldados sirios murieron en los combates, mientras que unos 8.000 residentes huyeron a Ceylanpınar mientras los combates continuaban.
El 10 de noviembre, milicianos del FDS ayudados por kurdos locales irrumpieron en los últimos puestos administrativos y de seguridad del gobierno en las ciudades de Al-Darbasiyah ( Kurdish   ) y Tel Tamer. Este ataque fue provocado por la violencia en Ras al-Ain, donde el ELS irrumpió en la ciudad debido a la presencia de unidades de seguridad del gobierno. También dejó sólo dos ciudades importantes en manos del gobierno en la Gobernación de Al-Hasakah : Al-Hasakah y Qamishli .  Al día siguiente, un ataque aéreo llevado a cabo en Ras al-Ayn por la Fuerza Aérea Siria mató al menos a 16 personas en la ciudad.
El 13 de noviembre, la milicia FDS expulsó a las unidades de seguridad restantes de la ciudad de Al-Malikiyah ( Kurdish   ), con el fin de evitar que el ELS tuviera una excusa para lanzar un ataque como en Ras al-Ayn. El 14 de noviembre, combatientes del ELS tomaron el control de un puesto del ejército cerca de Ras Al Ain y, al parecer, mataron a 18 soldados destinados allí. El 15 de noviembre, el ELS anunció que había tomado el control total de Ras Al Ain capturando o matando a los últimos soldados del ejército sirio estacionados allí. Por primera vez en los últimos tres días tampoco hubo ataques aéreos gubernamentales en la ciudad, ya que las fuerzas gubernamentales parecían haber renunciado a intentar recuperar la ciudad.
El 19 de noviembre, el ELS lanzó un asalto a un puesto de control del PYD en Ras al-Ayn  que inicialmente dejó seis rebeldes muertos. Los rebeldes también asesinaron a Abed Khalil, presidente del consejo local kurdo del PYD, cuando un francotirador le disparó y lo mató. Al día siguiente, el SOHR informó que el número de muertos en los combates entre los rebeldes y el PYD en la ciudad había llegado a 34. 29 de los muertos eran miembros del grupo islamista rebelde Frente Al Nusra y del batallón Gharba al Sham. Los otros cinco incluían a cuatro combatientes kurdos y al funcionario kurdo. Según se informa, los cuatro combatientes kurdos fueron ejecutados después de ser capturados por los rebeldes. El grupo activista de la oposición LCC estima el número de muertos en 46: 25 combatientes kurdos, 20 del ELS y un funcionario. 35 kurdos y 11 combatientes del ELS fueron capturados por ambos bandos.
Como resultado de los combates, se ha producido un aumento en el número de fuerzas desplegadas por ambos bandos en Ras al-Ayn. Para el 22 de noviembre, las fuerzas kurdas habían reforzado su número a alrededor de 400 milicianos, que se enfrentaron a 200 combatientes del Frente Al-Nusra y 100 combatientes de Ghuraba al-Sham, apoyados por tres tanques del ejército sirio capturados.
El 19 de noviembre, miembros del Frente Al Nusra y Ghuraba al Sham abrieron fuego contra un puesto de control de las FDS, lo que desencadenó enfrentamientos que mataron a decenas de personas, incluidos tres líderes rebeldes. Un activista kurdo afirmó que la presencia de combatientes islamistas hostiles había alejado a los residentes kurdos locales. Tanto el Consejo Nacional Kurdo como el comandante del ELS, el general Riad al-Asaad, condenaron los enfrentamientos. El KNC calificó la presencia de combatientes rebeldes en la ciudad de "inútil e injustificable", y al-Asaad atribuyó la violencia a "algunos grupos que intentan explotar la situación para hacer estallar las relaciones entre kurdos y árabes", al tiempo que negó expresamente cualquier afiliación del ELS con Ghuraba al-Sham.
El 22 de noviembre, SOHR informó que ocho miembros del Frente al Nusra y un combatiente del PYD murieron en los combates por Ras al Ayn. Se estima que hasta la fecha los combates han causado 54 muertes. Sin embargo, al día siguiente se anunció un tenue alto el fuego de dos días entre combatientes kurdos y militantes islamistas del Frente al Nusra y Ghuraba a-Sham para determinar los términos de un posible acuerdo permanente entre ambas partes. Antes de este anuncio, el PYD afirmó que sus fuerzas habían matado a 25 rebeldes, herido a 20 más y destruido tres vehículos.
El 3 de diciembre, los ataques aéreos llevados a cabo por la Fuerza Aérea Siria contra una comisaría de policía y una antigua oficina de correos en el barrio de Mahatta mataron a doce personas y dejaron a decenas más heridos. Entre los muertos había seis kurdos, tres de ellos niños. Las ambulancias procedentes de Turquía trasladaron al menos a 21 de los heridos a un hospital en la ciudad predominantemente kurda de Ceylanpınar, al otro lado de la frontera. Turquía envió varios aviones de combate F-16 con base en Diyarbakir en respuesta a los ataques.
El 22 de enero de 2013, al menos 56 personas murieron en una semana de combates en el noreste de Siria entre rebeldes antigubernamentales cuando se reanudaron las hostilidades en Ras al-Ayn.
El 17 de febrero se llegó a un acuerdo entre el Comité Supremo Kurdo y grupos del ELS en Ras al-Ayn. Los términos del acuerdo incluyen la retirada de todos los combatientes extranjeros de Ras al-Ayn, puestos de control conjuntos entre el FDS y el ELS, el establecimiento de un consejo municipal conjunto en Ras al-Ayn, la creación de una fuerza policial local y la cooperación entre los dos grupos para luchar contra el gobierno sirio.

#### Batalla de Tal Tamr
El 14 de febrero de 2013, combatientes afiliados al ELS intentaron sin éxito asaltar una granja de ganado en Tal Tamr, lo que desencadenó un tiroteo con unidades del FDS en el que murieron varios de los atacantes.

### 2014–16

#### Asedio de Kobanî (septiembre de 2014 - marzo de 2015)

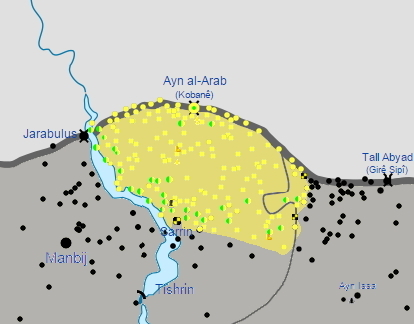
El cantón de Kobanî después de romper el asedio en abril de 2015; algunas ciudades de las afueras están controladas conjuntamente por el ELS y el FDS

En septiembre de 2014, el Estado Islámico de Irak y el Levante lanzó el asedio de Kobanî y entró en la ciudad en octubre. Esto contribuyó en parte al inicio de la intervención liderada por Estados Unidos en Siria, que lanzó ataques aéreos y lanzó suministros y armas al FDS en Kobanî, algunos de los cuales han sido capturados por ISIL. El ELS estaba dividido en su posición sobre el FDS, y uno de sus comandantes, Malik al-Kurdi, un ex coronel de la Marina siria, describió el apoyo de Estados Unidos al FDS como "repugnante". Sin embargo, los grupos del ELS Batallón del Sol del Norte, Liwa Thuwwar al-Raqqa y Jabhat al-Akrad cooperaron con el FDS y formaron la sala de operaciones conjuntas del volcán Éufrates para luchar contra el EI y perdieron 70 combatientes en los combates. Después de que el EIIL fue expulsado de la ciudad a finales de enero de 2015, las Brigadas del Amanecer de la Libertad del ELS izaron su bandera junto con las FDS y las YPJ sobre las colinas de Kobanî.

#### Ofensiva de Tell Abyad (mayo-julio de 2015)

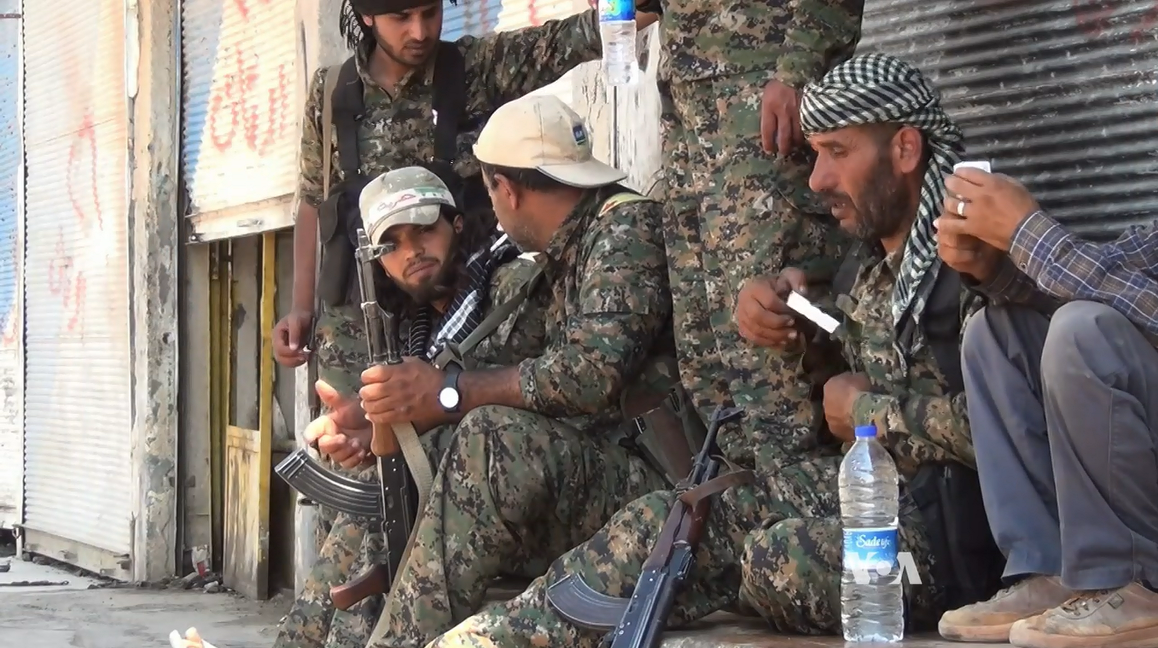
Combatientes de las FDS y el ELS en Tell Abyad, junio de 2015

Las FDS lanzaron una ofensiva en mayo-julio de 2015 para capturar Tell Abyad y unir el cantón de Kobanî con el cantón de Jazira. Bajo el volcán Éufrates, dos grupos del ELS, la Brigada Revolucionaria de Raqqa y la Brigada de Liberación, participaron en la ofensiva.

#### Fuerzas Democráticas Sirias (octubre de 2015 – actualidad)
El 10 de octubre de 2015, componentes del volcán Éufrates establecieron las Fuerzas Democráticas Sirias. Los grupos fundadores son las FDS, las YPJ, las Fuerzas al-Sanadid, el Consejo Militar Sirio, Liwa Thuwar al-Raqqa, las Brigadas al-Jazeera y el recientemente formado Ejército de Revolucionarios, que incluye el Batallón Sol del Norte, Jabhat al-Akrad, la Brigada Seljuk, la Brigada al-Tehrîr y la Brigada 99.
Algunas unidades más del ELS se unirían a las FDS más tarde. Entre ellos se encontraban el Batallón Jarabulus Libre  y el Batallón de los Mártires del Éufrates, antiguo miembro de la Brigada al-Tawhid, y la Brigada de los Mártires de la Presa en enero de 2016, y la Brigada de Soldados de las Dos Sagradas Mezquitas, antiguo miembro de la 19.ª División del Ejército de los Muyahidines en marzo de 2016. La mayoría de estos grupos se unieron al Batallón del Sol del Norte.
Desde entonces, las FDS lanzaron la ofensiva Al-Hawl de 2015 en octubre-noviembre, la ofensiva de la presa Tishrin en diciembre y la ofensiva Al-Shaddadi (2016) en febrero.

#### Enfrentamientos con otros grupos del ELS en Alepo (noviembre de 2015 – noviembre de 2016)

Avances del ejército sirio y las Fuerzas Democráticas Sirias en el norte de Alepo, febrero de 2016

El barrio de Sheikh Maqsood, controlado por las FDS en Alepo, ha estado bajo asedio constante tanto por las fuerzas del gobierno sirio como por los rebeldes durante más de un año. En septiembre de 2015, el Ejército de la Victoria acusó al FDS de tener un cruce fronterizo con el régimen, mientras que el FDS acusó al Ejército de la Victoria de bombardear el barrio. El conflicto entre Fatah Halab y las FDS en Alepo se intensificó en noviembre cuando Ahrar ash-Sham, Liwa Ahrar Souriya y la Brigada de los Halcones de la Montaña lucharon contra las FDS y el grupo Ejército de los Revolucionarios del ELS-FDS por el control de la aldea de Maryamin.
A finales de noviembre de 2015, hubo enfrentamientos entre el Ejército de los Revolucionarios, apoyado por las FDS, y la Sala de Operaciones Mare' dominada por el ELS en la Gobernación del norte de Alepo, respaldada por Ahrar ash-Sham y el Frente al-Nusra. Sin embargo, tanto el FDS como al-Nusra negaron su participación en el conflicto.
A finales de noviembre de 2015, hubo enfrentamientos entre el Ejército de los Revolucionarios, apoyado por las FDS, y la Sala de Operaciones Mare' dominada por el ELS en la Gobernación del norte de Alepo, respaldada por Ahrar ash-Sham y el Frente al-Nusra. Sin embargo, tanto el FDS como al-Nusra negaron su participación en el conflicto.
En diciembre, el gobierno del cantón de Afrín declaró el estado de emergencia debido a las amenazas de ataques de Ahrar ash-Sham y el Frente al-Nusra y al aumento de la cooperación con Jaysh al-Thuwar. El 3 de diciembre de 2015 se firmó una tregua entre las FDS y la base de operaciones Mare' en Alepo, aunque el Ejército de los Revolucionarios se negó a reconocer el tratado y anunció que seguiría luchando contra los rebeldes. Sin embargo, el 19 de diciembre de 2015 se firmó otro acuerdo entre la Sala de Operaciones de Mare' y Jaysh al-Thuwar, que permitió a Jaysh al-Thuwar unirse a la sala de operaciones.
Los enfrentamientos entre las FDS y los rebeldes estallaron nuevamente en febrero de 2016 cuando el FDS y el Ejército de los Revolucionarios siguieron las ofensivas de las Fuerzas Armadas Sirias, respaldadas por ataques aéreos rusos. Las FDS luego capturaron las aldeas de al-Ziyara y Khuraybika de los rebeldes islamistas, al parecer con el apoyo de los lugareños. Posteriormente, las FDS y las YPJ tomaron posesión de la base aérea militar de Menagh.
Al día siguiente, Turquía tomó represalias bombardeando la base aérea y otras fuerzas kurdas en Afrín. Posteriormente Estados Unidos condenó tanto el bombardeo como los avances realizados por las FDS, aunque ambos grupos continuaron sus ataques.
Desde entonces, la 13.ª División del ELS se ha unido a la lucha contra las FDS en Kaljibrin, distrito de Azaz, a quienes todos etiquetan como " PKK ".
En marzo de 2016, el grupo kurdo ELS Nietos de Saladino, respaldado por Turquía y armado por Estados Unidos, con el apoyo de bombardeos turcos, capturó varias aldeas entre Jarabulus y Azaz del EIIL y amenazó con atacar al FDS, acusándolos de trabajar con el régimen. Estados Unidos y el Consejo Nacional Kurdo negaron haber suministrado al grupo.
Desde el 6 de marzo, Fatah Halab, incluidas las Brigadas Turcomanas Sirias, Harakat Nour al-Din al-Zenki, el Frente del Levante y Fastaqim Kama Umirt han intensificado los bombardeos y otros ataques contra civiles y militantes por igual en Sheikh Maqsoud, utilizando armas como cañones infernales  y cohetes que contienen fósforo amarillo como armas químicas. Hasta el 10 de marzo de 2016, 16 civiles y 4 miembros de las fuerzas de la Asayish han muerto en los ataques. A principios de abril, las víctimas civiles causadas por los bombardeos aumentaron a 70, la mayoría de las cuales son mujeres y niños.
El 7 de abril, se informó de otro ataque químico en Sheikh Maqsoud, en el que resultaron heridos dos combatientes del FDS y otras dos personas. Jaysh al-Islam, uno de los grupos implicados en el ataque, confirmó el uso de armas no convencionales, aunque no especificó el tipo.
El 29 de marzo, la Brigada de los Halcones de Montaña destruyó un FDS T-72 cerca de Azaz utilizando un BGM-71 TOW de fabricación estadounidense.
El 28 de mayo, las FDS tomaron la ciudad de Sheikh Issa para impedir que el EIIL tomara el poder y negociaron un acuerdo en Mare'. Las FDS crearon un corredor humanitario para los rebeldes heridos y los civiles desplazados desde la ciudad hasta Afrin.
El 18 de octubre de 2016, la Brigada del Trueno del Norte emitió un ultimátum al FDS y al Ejército de los Revolucionarios, advirtiéndoles que abandonaran Tell Rifaat en un plazo de 48 horas, tras lo cual atacarían la ciudad, aunque la amenaza nunca se llevó a cabo 

### Intervención turca (agosto de 2016 – actualidad)

#### Operación Escudo del Éufrates

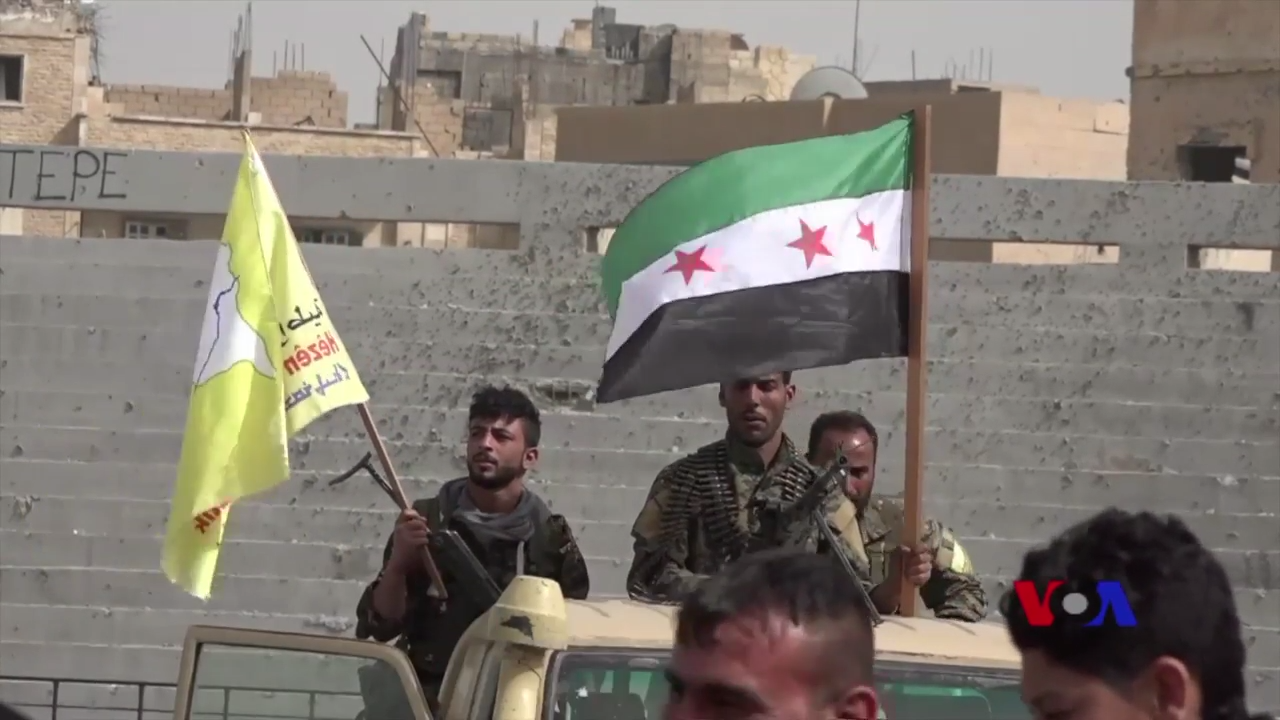
Combatientes del ELS en las FDS en Raqqa, 6 de marzo de 2018.

El 24 de agosto, Turquía y las fuerzas proturcas del ELS lanzaron la Operación Escudo del Éufrates, una operación militar a gran escala contra el EI en la ciudad fronteriza de Jarabulus y sus alrededores, obstruyendo la ofensiva de las FDS en Manbij más al sur. Al día siguiente, las fuerzas turcas y sus aliadas del ELS atacaron a las FDS y finalmente las obligaron a cruzar el río Sajur hacia el sur varios días después.
El 28 de agosto de 2016, 10 grupos del ELS en las FDS publicaron una declaración condenando los ataques aéreos turcos contra aldeas al norte de Manbij que mataron a más de 20 civiles. Los grupos declararon su apoyo al Consejo Militar de Jarabulus de las FDS contra Turquía y son los siguientes: 
- Ejército de revolucionarios
  - Frente Kurdo
    - Batallones Revolucionarios Tell Rifaat

  - Brigada selyúcida
  - Brigada Democrática del Norte
  - Fuerzas tribales de la zona rural de Alepo
  - 99.ª Brigada de Infantería
  - Brigada de Comandos de Homs
  - Brigada de Tareas Especiales
  - Brigada Hamza

#### Afrín
En enero de 2018, Turquía inició operaciones militares contra las FDS y las FDS en la región de Afrín en Siria. La fuerza turca estaba compuesta en parte por unidades del ELS pro-turco. Turquía afirmó que la operación también está dirigida contra el EI, aunque tanto las FDS como las FDS lo niegan. Según Rami Abdulrahman, que dirige el Observatorio Sirio de Derechos Humanos, Turquía ha iniciado una alianza militar con los exmilitantes del EI y Al Qaeda y ha incorporado a muchos de ellos al ELS. Parece haber imágenes en las que combatientes del ELS amenazan a la población kurda de Afrín con decapitarla si no cumplen con sus demandas y no aceptan el Islam fundamentalista como su religión.

## Afiliación a grupos del Ejército Libre Sirio
Los grupos rebeldes del Consejo Militar Supremo del Consejo del Comando Revolucionario Sirio tienden a estar en conflicto directo con las FDS. Sin embargo, algunos antiguos grupos del ELS se fusionaron en el Éufrates y se unieron a las Fuerzas Democráticas Sirias.

### Grupos del ELS aliados con las FDS
- Ejército de Revolucionarios[77][78]
  - Jabhat al-Akrad
- Batallón del Sol del Norte[79]
- Brigada Democrática del Norte[79]
- Liwa Thuwar al-Raqqa,[80] incluidos sus subgrupos[79]
- Brigada de Halcones de Raqqa[79]
- Jaysh al-Salam[79]
- Fuerzas de élite sirias[79]
- Brigada Libre de Raqqa[79]
- Brigada de Liberación del Éufrates[79]
- Batallón turcomano de Manbij[79]
- Batallón Revolucionarios de Manbij[79]
- Batallones de Jarabulus del Éufrates, incluidos sus subgrupos[79]
- Compañía Jarabulus[79] (difunto)
- Frente Revolucionario de Tal Abyad[79]

### Grupos del ELS que luchan contra las FDS
Ejército Nacional Sirio
- División Sultán Murad
- Ejército Libre de Idlib
  - Brigada de los Halcones de Montaña
  -  División del Norte
  -  13.ª División [81]
- 23.ª División (oposición siria)
- Frente del Levante
- División Hamza
- Ejército de Elite
- Ejército de la victoria
- Ahrar al-Sharqiya